# Aethridae
Aethridae è una famiglia di crostacei decapodi che appartiene alla sua stessa superfamiglia Aethroidea.

## Tassonomia
Comprende le seguenti famiglie (i generi estinti sono marcati con  †):
- Actaeomorpha Miers, 1877
- Aethra Latreille in Cuvier, 1816
- Drachiella Guinot, in Serene & Soh, 1976
- † Eriosachila Blow & Manning, 1996
- Hepatella Smith, in Verrill, 1869
- † Hepatiscus Bittner, 1875
- Hepatus Latreille, 1802
- † Mainhepatiscus De Angeli & Beschin, 1999
- † Matutites Blow & Manning, 1996
- Osachila Stimpson, 1871
- † Prehepatus Rathbun, 1935
- † Priabonella Beschin, De Angeli, Checchi & Mietto, 2006
- † Pseudohepatiscus Blow & Manning, 1996
- Sakaila Manning & Holthuis, 1981